# Hymn olimpijski
Hymn olimpijski – pojawił się po raz pierwszy podczas pierwszych igrzysk nowożytnych w Atenach w 1896 roku. Autorem słów był Kostis Palamas, natomiast muzykę skomponował Spiridon Samaras. Od tego czasu na każde następne igrzyska komponowano oddzielny hymn.
W 1958 roku Międzynarodowy Komitet Olimpijski przyjął hymn z 1896 roku jako oficjalny hymn olimpijski. Mimo to na XVII Letnie Igrzyska Olimpijskie w Rzymie w 1960 skomponowano (po raz ostatni) odrębny hymn. Od XVIII Letnich Igrzysk Olimpijskich w Tokio w 1964 hymn z pierwszych igrzysk w Atenach w 1896 roku jest stałą częścią ceremoniału olimpijskiego.
Choć oryginalny hymn powstał w języku greckim, wielokrotnie podczas igrzysk wykonywano go w języku kraju goszczącego igrzyska. 

## Tekst hymnu
| Tekst oryginalny | Transkrypcja na język polski |
| --- | --- |
| Αρχαίο Πνεύμα αθάνατο, αγνέ πατέρα του ωραίου, του μεγάλου και του αληθινού, Κατέβα, φανερώσου κι άστραψε εδώ πέρα στη δόξα της δικής σου γης και τ' ουρανού. Στο δρόμο και στο πάλεμα και στο λιθάρι Στων ευγενών αγώνων λάμψε την ορμή. Και με το αμάραντο στεφάνωσε κλωνάρι 𝄆 και σιδερένιο πλάσε και άξιο το κορμί. 𝄇 Κάμποι, βουνά και θάλασσες φέγγουνε μαζί σου σαν ένας λευκοπόρφυρος μέγας ναός. 𝄆 Και τρέχει στο ναό εδώ προσκυνητής σου 𝄇 𝄆 Αρχαίο Πνεύμα αθάνατο, κάθε λαός. 𝄇 | Archaío Pnévma athánato, agné patéra tou oraíou, tou megálou kai tou alīthinoý, Katéva, fanerósou ki ástrapse edó péra stī dóxa tīs dikís sou gīs kai t’ ouranoý. Sto drómo kai sto pálema kai sto lithári Ston evgenón agónon lámpse tīn ormí. Kai me to amáranto stefánose klonári 𝄆 kai siderénio pláse kai áxio to kormí. 𝄇 Kámpoi, vouná kai thálasses féngoune mazí sou san énas lefkopórfyros mégas naós. 𝄆 Kai tréchei sto naó edó proskynītís sou 𝄇 𝄆 Archaío Pnévma athánato, káthe laós.𝄇 |